# Filmografia della Pasquali Film
La filmografia della "Pasquali Film" si estende dal 1909 al 1924, anche se la parte prevalente della produzione è concentrata negli anni precedenti la prima guerra mondiale, dal 1909 al 1914. Essa comprende anche i titoli distribuiti dalla "Pasquali e Tempo", prima della trasformazione societaria del 1910, che vengono evidenziati distintamente.
Nei primi anni di attività dell'azienda torinese svolgono un ruolo di rilievo anche i documentari ("dal vero" nella definizione del tempo), che poi scompaiono dopo il 1912. Nei 3 anni del 1912 al 1914 la produzione della "Pasquali" è per più della metà dei titoli caratterizzata dalle "comiche" di Polidor, che rappresentano dal 55 al 60 per cento dei filmati attribuiti alla casa. 
Per la ricostruzione della filmografia completa della "Pasquali" si è fatto riferimento ai vari volumi editi dal C.S.C. e da E.R.I. relativi al cinema muto italiano, limitatamente ai titoli dei film a soggetto, argomento di quella collana. Per quanto riguarda i documentari, i titoli sono stati ricavati dall'opera di Maria Adriana Prolo, citata nella bibliografia, da cui sono stati tratte anche alcune limitate integrazioni ai film a soggetto. Anche altre fonti si sono occupate della filmografia "Pasquali" (ad esempio Poncino, cit. in bibliografia), ma sempre in termini cumulativi e non analizzandola titolo per titolo. Le varie fonti talora divergono sulla attribuzione di un titolo ad un anno specifico, poiché vengono utilizzati criteri diversi: c'è chi considera l'anno della produzione, oppure la data del visto di censura (ma in questo caso va tenuto conto che nel 1913 molte opere già uscite anni prima, furono sottoposte ad un nuovo nulla osta del neonato ufficio nazionale di "revisione cinematografica"), o il giorno della prima visione, ecc. Per quanto noto e possibile, le opere sono state inserite secondo il criterio dell'anno di uscita della pellicola. Quando manca il nome del regista significa che le fonti non l'hanno indicato, non avendolo reperito.
In complesso i titoli attribuiti alla "Pasquali" dalle fonti citate (film a soggetto più documentari) sono circa 370. Di essi, secondo la recente ricerca di Aldo Bernardini (citata nella bibliografia) ne sono sopravvissute poco più di 80, custodite in cineteche sia italiane che straniere. Anche nelle opere salvate è rilevante (circa la metà) la presenza dei cortometraggi di Polidor, mentre una decina sono i documentari. Dei film a soggetto, quindi, i superstiti sono circa 30. Tra di essi ci sono titoli importanti come il controverso Jone (ridefinizione de Gli ultimi giorni di Pompei), I promessi sposi del 1913, il "colossal" dell'epoca Spartaco, il discusso Spazzacamini della Val d'Aosta, Salambò del 1915, anch'esso oggetto di una delle tante controversie legali, e Il ponte dei sospiri, "canto del cigno" della produzione "Pasquali" del dopoguerra.
Il tempo ha restituito invece solo un titolo della serie Raffles, mentre non risultano reperibili i film fantastici dedicati all'immaginario regno di Silistria, tra cui Zirka. Mancano all'appello anche molti dei film storici, come le due edizioni dell'Ettore Fieramosca, I due sergenti, L'uragano, mentre è sopravvissuto uno dei primi realizzati, cioè Alboino e Rosamunda. Scomparsi l'antesignano dei film di malavita La rosa rossa e l'unico lungometraggio diretto da Alberto Degli Abbati presso la "Pasquali", il religioso Calvario.  Perduti anche tutti i film pensati e realizzati insieme da Ernesto Pasquali e Diana Karenne, che tante preoccupazioni avevano suscitato nella censura del tempo.

## Film

### 1909
come "Pasquali e Tempo"  

- Alboino e Rosamunda. regia di Ernesto Maria Pasquali
- Capitan Fracassa, regia di Ernesto Maria Pasquali
- Cirano de Bergerac, regia di Ernesto Maria Pasquali
- Ettore Fieramosca, titolo alternativo La disfida di Barletta, regia di Ernesto Maria Pasquali
- Fantocci di neve, regia di Ernesto Maria Pasquali
- Il ladro regia di Ernesto Maria Pasquali
- Il Natale di Totò regia di Ernesto Maria Pasquali
- Teodora imperatrice di Bisanzio, regia di Ernesto Maria Pasquali
- Una tragedia nell'ombra regia di Ernesto Maria Pasquali
- L'ultimo rifugio, regia di Ernesto Maria Pasquali
- I dolci di Pierino
- Ghiringhelli compra il ghiaccio
- Ghiringhelli va a cavallo
- L'ordinanza, regia di Ernesto Maria Pasquali
- Castel Sant'Angelo - (documentario)
- Escursione al Monte Bianco - (documentario)
- Al Monte Rosa colla catastrofe degli scomparsi - (documentario)

### 1910
come "Pasquali e Tempo"  

- Eroina calabrese, regia di Ernesto Maria Pasquali
- Il veterano, regia di Ernesto Maria Pasquali
- L'usuraio, regia di Ernesto Maria Pasquali
- Il biglietto da cento, regia di Ernesto Maria Pasquali
- Il castello avito
- Lo chaffeur, regia di Ernesto Maria Pasquali
- La dama di carità, regia di Ernesto Maria Pasquali
- Il mistero del cosacco, regia di Ernesto Maria Pasquali
- La Basilica d San Marco ed il Palazzo dei Dogi a Venezia - (documentario)
- Un chilogrammo di ghiaccio - (documentario)
- Il duomo di Milano - (documentario)

come "Pasquali Film" 

- La collana di perle
- La croce della mamma
- Dalle tenebre alla luce
- Il duca d'Alba - titolo alternativo Episodio drammatico della rivoluzione nelle Fiandre
- La goccia di sangue
- Gőetz mano di ferro
- Gli iconoclasti
- Il mistero del cosacco
- Una novella del Boccaccio
- Per mia figlia
- Zazà
- Giornata del pescatore - (documentario)
- Poesia del lago- (documentario)
- I prodigi delle ferrovie alpine - (documentario)
- Sinfonie marine - (documentario)

### 1911
- L'amore dello chaffeur
- L'automobile 253 - B
- La botte avvelenata
- Calvario. regia di Alberto Degli Abbati
- Il cloroformio
- Il colpo di fucile, regia di Ubaldo Maria Del Colle
- La dattilografa
- I delitti americani
- Il diamante azzurro, regia di Ubaldo Maria Del Colle
- Il disastro
- L'evasione di Raffles. regia di Ubaldo Maria Del Colle
- Una giornata di sciopero
- Gratis
- La mano morsicata
- Il materasso automobile
- La moglie del pittore
- Una notte d'amore, regia di Ubaldo Maria Del Colle
- L'ospite,
- Una partita interrotta, regia di Ubaldo Maria Del Collee
- Per arrivare alla vita
- Pietà di un angelo
- La prigione infuocata, regia di Ubaldo Maria Del Colle
- Raffles, gentiluomo ladro
- Raffles, furto al Louvre
- Raffles il ladro misterioso
- La seconda moglie
- Lo sfregio, regia di Ubaldo Maria Del Colle
- Testolina sventata
- Una tragedia nel silenzio
- Un paio di sci
- L'uragano, regia di Ubaldo Maria Del Colle
- La zia di Carlo
- La città dei ponti - (documentario)
- Tra i ghiacciai del Gornergrat - (documentario)
- Giardini d'Italia - (documentario)
- Nella valle del Rifferalp - (documentario)
- Il passo del Maloja - (documentario)
- La valle del Po - (documentario)

### 1912
- L'abito regalato
- L'agguato, regia di Ubaldo Maria Del Colle
- L'assassinio di un'anima, regia di Ubaldo Maria Del Colle
- L'automobile in fiamme, regia di Ubaldo Maria Del Colle
- Un'avventura ciclistica di Polidor
- Il bambino prodigio
- Il calvario di Polidor
- Le colpe degli altri, regia di Ubaldo Maria Del Colle
- I delitti della legge, regia di Ubaldo Maria Del Colle
- L'eredità di Polidor
- Il giudice istruttore, regia di Ubaldo Maria Del Colle
- L'incubo, regia di Ubaldo Maria Del Colle
- L'infedele, regia di Ubaldo Maria Del Colle
- La lettera d'amore di Polidor
- La morsa, regia di Ubaldo Maria Del Colle
- Oltre la morte, regia di Ubaldo Maria Del Colle
- L'ora tragica di Polidor
- Una pagina d'amore, regia di Ubaldo Maria Del Colle
- Il passato che torna, regia di Ubaldo Maria Del Colle
- Il pegno d'amore di Polidor
- Polidor al club della morte
- Polidor apache
- Polidor cambia pelle
- Polidor cameriere della buona società
- Polidor collegiale
- Polidor contro la suocera
- Polidor dalla modista
- Polidor entusiasta della lotta
- Polidor facchino
- Polidor fa le iniezioni
- Polidor fidanzato
- Polidor ha bisogno di una moglie
- Polidor ha un tic nervoso
- Polidor ha rubato l'oca
- Polidor in cerca dello zio
- Polidor indiano
- Polidor maestro di ballo
- Polidor nel suo nuovo alloggio
- Polidor padre adottivo
- Polidor senza colletto
- Polidor si crede invisibile
- Polidor si fa la reclàme
- Polidor statua
- Polidor troppo amato
- Polidor vuole suicidarsi
- Il pranzo di Polidor
- Il primo vestito di Polidor
- Quale dei due?, regia di Umberto Maria Del Colle
- Raffles contro Nat Pinkerton, regia di Umberto Maria Del Colle
- Raffles e la statua, regia di Umberto Maria Del Colle
- Il romanzo di Tony, regia di Luigi Serventi
- La rosa rossa, regia di Luigi Maggi
- Scandalo in casa Polidor
- Il segreto dell'aviatore, regia di Umberto Maria Del Colle
- La sfinge, regia di Umberto Maria Del Colle
- Il signor Duca
- Supplizio d'anime, regia di Vittorio Rossi Pianelli
- I topolini di Kathy
- L'ultimo bacio
- Vita tragica, regia di Ubaldo Maria Del Colle
- L'Alhambra e Granata - (documentario)
- Alle porte dell'Oberland - (documentario)
- Amalfi - (documentario)
- Amburgo - (documentario)
- Berna - (documentario)
- Calais - (documentario)
- Canali d'Olanda - (documentario)
- Capri - (documentario)
- Carrara - (documentario)
- Il Cervino - (documentario)
- La città d'acciaio - (documentario)
- Colonia e il ponte sul Reno - (documentario)
- Da Namur a Dinant - (documentario)
- Ferrovie alpine - (documentario)
- Ferrovia del Bernina - (documentario)
- I giardini d'Italia - (documentario)- 2ª ed.
- Giro del mondo in due ore - (documentario)
- Il golfo de La Spezia - (documentario)
- Il Gottardo - (documentario)
- L'isola di Helgoland - (documentario)
- L'isola di Marchen - (documentario)
- L'isola di Murano - (documentario)
- Il lago di Zurigo - (documentario)
- Laguna pittoresca - (documentario)
- Londra - (documentario)
- Madrid città del sole - (documentario)
- Milano - (documentario)
- Il Monte Bianco - (documentario)
- Nella valle del Lys - (documentario)
- Olanda pittoresca - (documentario)
- Ostenda - (documentario)
- Il palazzo di cristallo - (documentario)
- La penisola iberica - (documentario)
- La penisola sorrentina - (documentario)
- La poesia del lago - (documentario)
- Ponti mobili - (documentario)
- Primavera sui laghi - (documentario)
- Il Reno - (documentario)
- La Riviera di Levante - (documentario)
- La Riviera lligure - (documentario)
- Roma - (documentario)
- Rotterdam - (documentario)
- San Marco a Venezia - (documentario)
- Sanremo - (documentario)
- Sul lago di Thun - (documentario)
- La Svizzera italiana - (documentario)
- La Torre Eiffel - (documentario)
- Tramonti d'Olanda - (documentario)
- Vecchia Germania - (documentario)
- Versailles - (documentario)
- Vesuvio - (documentario)

### 1913
- L'amico intimo di Polidor
- Gli antenati di Polidor, regia di Ferdinand Guillaume
- L'appuntamento di Polidor
- La ballerina dell'Odeon
- Bianco contro negro, regia di Ubaldo Maria Del Colle
- Il cappello della signora Polidor, regia di Ferdinand Guillaume
- Carabiniere, regia di Ubaldo Maria Del Colle
- Lo champagne di Polidor, regia di Ferdinand Guillaume
- Il cilindro di Polidor, regia di Ferdinand Guillaume
- La crocetta d'oro, regia di Giovanni Enrico Vidali
- Il debito di Polidor, regia di Ferdinand Guillaume
- I due sergenti, regia di Ubaldo Maria Del Colle
- Il fascino dell'innocenza, regia di Giovanni Enrico Vidali
- La figlia del brigante
- I figli di Polidor, regia di Ferdinand Guillaume
- Il fiore perverso
- L'incubo di Polidor, regia di Ferdinand Guillaume
- Jone o Gli ultimi giorni di Pompei, regia di Giovanni Enrico Vidali e Ubaldo Maria Del Colle
- Le leggi dell'onore
- La morfina
- L'ombra del passato, regia di Ubaldo Maria Del Colle
- Il patto di Polidor, regia di Ferdinand Guillaume
- Per alto tradimento, regia di Carlo Alberto Lolli
- Per il babbo, regia di Umberto Paradisi
- Per le vie del cielo
- Il piccolo carceriere, regia di Umberto Paradisi
- Polidor alpinista, regia di Ferdinand Guillaume
- Polidor attendente, regia di Ferdinand Guillaume
- Polidor ballerina, regia di Ferdinand Guillaume
- Polidor barbiere, regia di Ferdinand Guillaume
- Polidor burlato, regia di Ferdinand Guillaume
- Polidor contro la portinaia, regia di Ferdinand Guillaume
- Polidor detective, regia di Ferdinand Guillaume
- Polidor distratto, regia di Ferdinand Guillaume
- Polidor e i gatti, regia di Ferdinand Guillaume
- Polidor e il latte, regia di Ferdinand Guillaume
- Polidor e il pane, regia di Ferdinand Guillaume
- Polidor e la bomba, regia di Ferdinand Guillaume
- Polidor e l'elefante, regia di Ferdinand Guillaume
- Polidor e le mosche, regia di Ferdinand Guillaume
- Polidor elettrico, regia di Ferdinand Guillaume
- Polidor eroe, regia di Ferdinand Guillaume
- Polidor geloso, regia di Ferdinand Guillaume
- Polidor ginnasta, regia di Ferdinand Guillaume
- Polidor ha caldo, regia di Ferdinand Guillaume
- Polidor in altalena, regia di Ferdinand Guillaume
- Polidor in pericolo, regia di Ferdinand Guillaume
- Polidor ipnotizzato, regia di Ferdinand Guillaume
- Polidor manca di istruzione, regia di Ferdinand Guillaume
- Polidor mangia del toro, regia di Ferdinand Guillaume
- Polidor mangia il coniglio, regia di Ferdinand Guillaume
- Polidor materassaio, regia di Ferdinand Guillaume
- Polidor pompiere, regia di Ferdinand Guillaume
- Polidor protettore, regia di Ferdinand Guillaume
- Polidor sogna, regia di Ferdinand Guillaume
- Polidor sonnambulo, regia di Ferdinand Guillaume
- Polidor stregato, regia di Ferdinand Guillaume
- La porta aperta, regia di Gian Enrico Vidali
- Il prezzo del perdono, regia di Carlo Alberto Lolli
- Il principe mendicante, regia di Ubaldo Maria Del Colle
- Il profumo di Polidor, regia di Ferdinand Guillaume
- I promessi sposi, regia di Ubaldo Maria Del Colle
- Il regalo di Polidor, regia di Ferdinand Guillaume
- Il romanzo di un magistrato, regia di Ubaldo Maria Del Colle
- La ruota della fortuna, regia di Giovanni Enrico Vidali
- Il salvadanaio di Polidor, regia di Ferdinand Guillaume
- Scienza fatale, regia di Carlo Alberto Lolli
- Lo scudo di Polidor, regia di Ferdinand Guillaume
- Il segreto, regia di Ubaldo Maria Del Colle
- Spartaco (titolo alternativo Il gladiatore della Tracia), regia di Giovanni Enrico Vidali
- Sui gradini del trono, regia di Umberto Maria Del Colle
- La tela del ragno
- Tempesta d'anime
- L'ultimo convegno, regia di Gian Enrico Vidali
- La zia di Carlo (2ª edizione), regia di Umberto Paradisi

### 1914
- Gli abitatori delle fogne, regia di Umberto Paradisi
- Le biricchinate di Polidor, regia di Ferdinand Guillaume
- La busta nera, regia di Giuseppe Giusti
- La campana muta, regia di Luigi Mele
- Capricci di gran signore, regia di Umberto Paradisi
- Il cervello di Polidor, regia di Ferdinand Guillaume
- La confessione, regia di Umberto Paradisi
- Cuore azzurro, regia di Umberto Paradisi
- L'esplosione del forte B.2, regia di Umberto Paradisi
- Il fenomenale amico di Polidor, regia di Ferdinand Guillaume
- Il film rivelatore, regia di Umberto Paradisi
- Il gorgo, regia di Umberto Paradisi
- L'invenzione di Polidor, regia di Ferdinand Guillaume
- La maschera che sanguina, regia di Pier Angelo Mazzolotti
- Il mistero di Sillistria, regia di Umberto Paradisi
- L'ordinanza, regia di Umberto Paradisi
- Polidor affamato, regia di Ferdinand Guillaume
- Polidor con i baffi, regia di Ferdinand Guillaume
- Polidor curioso, regia di Ferdinand Guillaume
- Polidor dichiara la guerra, regia di Ferdinand Guillaume
- Polidor domestico, regia di Ferdinand Guillaume
- Polidor dragone, regia di Ferdinand Guillaume
- Polidor e la collana, regia di Ferdinand Guillaume
- Polidor e la Gioconda, regia di Ferdinand Guillaume
- Polidor e l'attaccapanni, regia di Ferdinand Guillaume
- Polidor e le serve, regia di Ferdinand Guillaume
- Polidor e lo zio, regia di Ferdinand Guillaume
- Polidor fantasma, regia di Ferdinand Guillaume
- Polidor gigante, regia di Ferdinand Guillaume
- Polidor gobbo, regia di Ferdinand Guillaume
- Polidor ha fretta, regia di Ferdinand Guillaume
- Polidor infedele, regia di Ferdinand Guillaume
- Polidor in lite, regia di Ferdinand Guillaume
- Polidor miope, regia di Ferdinand Guillaume
- Polidor pescatore, regia di Ferdinand Guillaume
- Polidor pietrificato, regia di Ferdinand Guillaume
- Polidor portalettere, regia di Ferdinand Guillaume
- Polidor ride, regia di Ferdinand Guillaume
- Polidor si spiega, regia di Ferdinand Guillaume
- Polidor trova un sosia, regia di Ferdinand Guillaume
- Polidor vedova allegra, regia di Ferdinand Guillaume
- Il portafortuna di Polidor, regia di Ferdinand Guillaume
- Il posto vuoto, regia di Giuseppe Giusti
- Il primo duello di Polidor, regia di Ferdinand Guillaume
- Le primule, regia di Giuseppe Giusti
- La redenzione di Raffles, regia di Luigi Mele
- La regina Mezurka, regia di Luigi Mele
- La scommessa di Polidor, regia di Ferdinand Guillaume
- La sfera della morte, regia di Domenico Gaido
- Gli spazzacamini della Val d'Aosta, regia di Umberto Paradisi
- Il supplizio dei leoni, regia di Luigi Mele
- IL tredicesimo duello di Polidor, regia di Ferdinand Guillaume
- L'ultima danza, regia di Umberto Paradisi
- La vita per il re, regia di Luigi Mele
- Zirka, regia di Luigi Mele

### 1915
- Il castello di fuoco, regia di Umberto Paradisi
- I cenciaiuoli del secondo quartiere, regia di Umberto Paradisi
- Ettore Fieramosca (titolo alternativo La disfida di Barletta) - 2ª edizione - regia di Domenico Gaido e Umberto Paradisi
- I fratelli delle tenebre, regia di Umberto Paradisi
- La grande fiamma
- La luce che si spegne, regia di Umberto Paradisi
- La padrona della miniera
- Il ponte del diavolo, regia di Umberto Paradisi
- Salambò, regia di Domenico Gaido
- Segreto di Stato, regia di Umberto Paradisi
- L'ultimo ostacolo, regia di Umberto Paradisi
- Verso la vittoria, regia di Luigi Mele

### 1916
- Amore e cospirazione, regia di Giovanni Enrico Vidali
- La contessa Arsenia, regia di Ernesto Maria Pasquali
- Corona di spine
- L'ebreo errante, regia di Umberto Paradisi
- La mano troncata, regia di Umberto Paradisi
- Oltre la vita, oltre la morte, regia di Ernesto Maria Pasquali
- Passione tzigana, regia di Ernesto Maria Pasquali
- I raggi infrarossi
- S.A.R. il principe Enrico, regia di Adelardo Arias

### 1917
- La città sottomarina, regia di Domenico Gaido
- Il fiore della notte
- La madre folle, regia di Domenico Gaido
- I misteri del gran Circo, regia di Domenico Gaido
- Quand l'amour refleurit, regia di Ernesto Maria Pasquali
- Lo scandalo della principessa Giorgio, regia di Pier Antonio Gariazzo
- La serata d'onore di Buffalo, regia di Carlo Campogalliani
- Signori, la festa è finita, regia di Gustavo Serena
- Sofia di Kravonia, regia di Ernesto Maria Pasquali
- Il tenente del IX Lancieri, regia di Carlo Campogalliani

### 1918
- Battaglia di reginette, regia di Domenico Gaido
- Buffalo II, regia di Carlo Campogalliani
- La fidanzata dei dollari, regia di Achille Consalvi
- Mascherata in mare, regia di Domenico Gaido
- La donna del sogno, regia di Domenico Gaido
- Il veliero della morte, regia di Carlo Campogalliani

### 1919
- La cena dei dodici bricconi, regia di Domenico Gaido
- Sansone contro i Filistei, regia di Domenico Gaido
- La maschera dello scheletro, regia di Domenico Gaido
- Il volto impenetrabile, regia di Domenico Gaido

### 1920
- Controspionaggio, regia di Ferdinand Guillaume

### 1921
- Il figlio, regia di Agostino Borgato
- La lanterna cieca, regia di Alessandro De Stefani
- Il ponte dei sospiri, regia di Domenico Gaido
- La testa della Medusa, regia di Alessandro De Stefani

### 1922
- Il mistero in casa del dottore, regia di Alessandro De Stefani
- L'ultima livrea (titolo alternativo L'uomo della tempesta), regia di Emilio Ghione

### 1923
nessun film distribuito

### 1924
- La congiura di San Marco (film di 4 episodi), regia di Domenico Gaido